# Folkways Records
Folkways Records war ein unabhängiges US-amerikanisches Plattenlabel, das 1948 von Moses Asch und Marian Distler gegründet wurde und bis 1986 aktiv war. 1987 wurde es von der Smithsonian Institution übernommen. Diese veröffentlicht die Aufnahmen von Folkways Records bis heute im Programm ihres eigenen Labels Smithsonian Folkways.

## Entstehungsgeschichte
Moses Asch war nicht unerfahren in der Führung von Plattenfirmen, denn bereits 1939 hatte er Asch Records gegründet, die er 1941 mit Stinson Records zu Asch-Stinson verschmolz. Dieses Label ging im Dezember 1945 in Konkurs. Schließlich gründete er im Mai 1948 Folkways Records & Service Corporation mit einem Darlehen von 10.000 $ von seinem Vater. Geschäftsführerin wurde als Strohmann Marian Distler, weil Asch wegen des Konkurses nicht Geschäftsführer sein durfte. Distler war seine langjährige Assistentin bei den vorangegangenen Plattenfirmen und stellte Asch als ihren Berater an.
Den Intentionen des Unternehmensgründers entsprechend spezialisierte sich das Label von Anfang an auf Musik, die in der Musikindustrie nicht massenhaft verwertbar und daher für die kommerziellen Plattenfirmen uninteressant war. Nichtkommerzielle, wenig beachtete Musik sollte hier einen Platz bekommen. Daher begann Folkways seine Tätigkeit mit Jazz-Einspielungen, Squaredanceaufnahmen, Folkmusik von Woody Guthrie, Pete Seeger, ethnischer und Weltmusik. Diese Marktnische wurde von Asch konsequent und in hoher Intensität bedient, denn der Katalog vergrößerte sich wöchentlich um mindestens eine LP. Singles wurden nicht veröffentlicht.

Huddie Ledbetter - Take This Hammer (1950; mit Aufnahmen vom Februar 1947)

Woody Guthrie und dessen Freunde Pete Seeger und Cisco Houston übten in ihren Liedern oftmals scharfe Kritik an gesellschaftlichen und politischen Missständen und brachten so einen neuen Stil in die damalige Folk-Szene. Ein Meilenstein war das von Asch im eigenen Tonstudio produzierte patriotische This Land Is Your Land von Guthrie, aufgenommen nach dem 25. April 1944. Das inzwischen hymnenähnliche Lied stammte aus einer hochproduktiven Aufnahmesession mit 160 Songs, die innerhalb von nur 14 Tagen entstanden waren. Weitere Vertreter der frühen Folk-Szene bei Folkways waren Huddie Ledbetter und Josh White („Negro-Folksongs“).
Lange bevor der Begriff Weltmusik in Mode kam, nahm Folkways bereits Musik von Künstlern aus der ganzen Welt auf. Serien über Musikinstrumente wurden genauso eingespielt wie Kinderlieder, Klänge aus der Natur, Lieder der Frauenbewegung und Musik der klassischen Avantgarde. Dazu kamen Mitschnitte von gesellschaftlichen und politischen Ereignissen wie etwa die Anhörung Bertolt Brechts vor dem Komitee für unamerikanische Umtriebe 1947 und die Dokumentation des Civil Rights March nach Washington, D.C. 1963.
Auch im Reissue-Bereich war Folkways tätig und veröffentlichte eine große Anzahl von Aufnahmen damals wiederentdeckter Künstler aus den 1920er- und 1930er-Jahren wie zum Beispiel Clarence Ashley und Dock Boggs. Ferner gab das Plattenlabel Songbooks, Lehrmaterial und später auch Videos heraus.
Als Moses Asch am 19. Oktober 1986 verstarb, übernahm am 28. Februar 1987 die Smithsonian Institution das Plattenunternehmen nebst Masteraufnahmen und Archiv, um zu gewährleisten, dass der Katalog als nationales Kulturgut nicht nur erhalten bleibt, sondern auch neu aufgewertet wurde. Dies geschah einerseits durch die Errichtung einer Webpräsenz und zum anderen dadurch, dass Smithsonian eine stetig wachsende Zahl von remasterten Aufnahmen aus dem 2.168 LPs (mit über 22.000 Songs) umfassenden Katalog der unkommerziellsten Musik der USA wiederveröffentlichte. Bis heute gilt der schon von Moses Asch eingeführte Grundsatz, dass fast alle jemals eingespielten Platten immer wieder neu aufgelegt und so einem interessierten neuen Publikum zugänglich gemacht werden.
Folkways hatte im Lauf seines Bestehens einen maßgeblichen Einfluss auf die Entwicklung der heutigen, populären Musik. Dies zeigte sich nicht zuletzt bei der Geburtstagsparty zum vierzigjährigen Bestehen des Plattenlabels im Jahr 1988, zu der sich Gäste wie Bruce Springsteen, Bob Dylan, U2, Brian Wilson, Emmylou Harris, Taj Mahal und etliche andere einfanden. Hieraus entstand die LP A Vision Shared: A Tribute to Woody Guthrie and Lead Belly (Columbia Records; August 1988), deren Erlöse zur Finanzierung des Kaufpreises für Folkways verwendet wurden.